# Katwijk aan Zee
Katwijk aan Zee é uma estância balnear nos Países Baixos, localizada no Mar do Norte. Situa-se no município de Katwijk, na província da Holanda do Sul.